# Gare de Landas
Gare de Landas – przystanek kolejowy w Landas, w departamencie Nord, w regionie Hauts-de-France, we Francji. Jest zarządzana przez SNCF (budynek dworca) i przez RFF (infrastruktura).
Stacja jest obsługiwana przez pociągi TER Nord-Pas-de-Calais.

## Położenie
Stacja znajduje się na linii Fives – Hirson, w km 25,172 pomiędzy stacjami Orchies i Rosult, na wysokości 47 m n.p.m.

## Linie kolejowe
- Fives – Hirson